# Rigoletto
A Rigoletto Giuseppe Verdi háromfelvonásos operája. Szövegkönyvét Victor Hugo A király mulat című színdarabja alapján Francesco Maria Piave írta. Premierje 1851. március 11-én a velencei La Fenicében volt. Magyarországon először 1852. december 18-án mutatták be a Nemzeti Színházban.

## A mű keletkezése és társadalmi háttere
Victor Hugo drámája, a Le roi s'amuse (A király mulat) bemutatója az 1830-as évek elején Párizsban botrányba fulladt. A francia kormány teljesítette a konzervatív körök kívánságát és Hugo műve többé nem szólalhatott meg a párizsi színpadokon. A királypártiak és a klerikálisok valójában persze nem a felhozott indokok[pontosabban?] miatt támadták a szerzőt. A koronás főket állította pellengérre, akik könyörtelenül eltipornak minden ellenvéleményt, a nép érdekeit feláldozzák, csakhogy saját bűnös vágyaikat kielégíthessék. A felség – Victor Hugo forradalmi erejű írásában – sima, finom modorú gavallér, valóságos lovag: táncban, bajvívásban, széptevésben legelső. A király figurája mellett ott áll Triboulet (a megzenésített változatban Rigoletto), az udvari bolond. A költő éles fénnyel világít rá a szolgára, akit a hajbókolás, hízelgés, alázatoskodás hitvány emberré tesz, farkassá, aki önnön társaiba, a többi udvaroncba is belemar. Emberek, akiket egyetlen cél hevít: minél közelebb kerülni a hatalom dúsan terített asztalához, minél többet markolni az odavetett koncból és eltiporni a versenytársakat, akik veszélyeztetik a rablott zsákmányt.
Francesco Maria Piave, Verdi barátja és librettistája, húsz évvel a bemutató után kapta kézhez a dráma kéziratát. Gyorsan átdolgozta szövegkönyvvé, mert felismerte, hogy Hugo célkitűzései és Verdi drámai programja úgyszólván azonosak. A cenzúra visszautasította. Később az osztrák hatóságok mégis beleegyeztek a mű előadásába, de a következő változtatásokat követelték: a király személye helyett polgári személyt kell a dráma középpontjába állítani, a törvénytelen szerelmet egyházi esküvővel jóvá kell tenni, Gildának (a dráma hősnőjének) nem szabad erőszakos halállal, hanem valami békésebb módon meghalnia.

## Szereplők
| Szereplő                                     | Hangfekvés   |
| -------------------------------------------- | ------------ |
| Mantovai herceg                              | tenor        |
| Rigoletto, a herceg udvari bolondja          | bariton      |
| Gilda, Rigoletto lánya                       | szoprán      |
| Sparafucile, bérgyilkos                      | basszus      |
| Maddalena, Sparafucile húga                  | alt          |
| Giovanna, Gilda bizalmasa                    | mezzoszoprán |
| Monterone gróf                               | basszus      |
| Marullo, egy nemes                           | bariton      |
| Matteo Borsa, udvaronc                       | tenor        |
| Ceprano gróf                                 | basszus      |
| Ceprano grófné                               | mezzoszoprán |
| Egy bírósági szolga                          | tenor        |
| A grófné apródja                             | mezzoszoprán |
| Udvaroncok, hölgyek, apródok és alabárdosok. |              |

## Cselekmény
Helyszín: Mantova és környéke
Idő: 16. század

### Első felvonás
Első jelenet
Terem a hercegi palotában
A mantovai herceg legújabb kalandjával dicsekszik az egybegyűlteknek. Felfedezett egy fiatal lányt, akit el fog csábítani. Közben udvarló pillantásokat vet Ceprano gróf feleségére is, és férje jelenléte ellenére ajánlatokat tesz neki. Megérkezik Rigoletto, aki kigúnyolja Ceprano grófot. Szinte mindenkit kigúnyolt és megalázott már. Marullo érkezik a hírrel, hogy Rigoletto szeretőt tart és elhatározzák, hogy visszafizetik, ellopják a nőt. Amikor Rigoletto kigúnyolja a szerencsétlen Monteronét, akinek leányát a herceg elcsábította, a gróf megátkozza Rigolettót. Éjszaka Rigolettót megrettentette az átok. Az utcában megállítja őt egy idegen, Sparafucile és felajánlja neki szolgálatait. Rigoletto elutasítja és elmegy lányához, Gildához, akit a világtól elzártan nevel és aki a foglalkozását és nevét sem ismeri. A lány elhallgatja előle, hogy hónapok óta találkozik egy ismeretlen diákkal, akibe szerelmes. A fiú egy álruhás herceg. Miután Rigoletto távozik, el akarják rabolni a nőt, akiről azt hiszik, hogy a bolond szeretője. Váratlanul visszatér Rigoletto, az udvaroncok pedig meggyőzik, hogy Ceprano grófnét akarják elrabolni. Rigoletto részt vesz a játékban és túl későn eszmél rá, hogy saját lánya elrablásában segédkezett.

### Második felvonás
Terem a hercegi palotában
Az udvaroncok felajánlják a hercegnek az elrabolt lányt. Megérkezik a kétségbeesett Rigoletto is, akiből ezúttal az udvaroncok űznek csúfot. Az apa felvilágosítja lányát a titokzatos udvarlójának kilétéről és valódi természetéről, de Gilda érzelmei továbbra is változatlanok: szereti a férfit. Rigoletto halálos bosszút esküszik.

### Harmadik felvonás
A Mincio folyó partja, Sparafucile háza
Az éjszaka folyamán Rigoletto felkeresi Sparafucilét és megbízza a herceg meggyilkolásával, de előbb még ki akarja ábrándítani Gildát belőle. Kényszeríti, hogy nézze végig, miként udvarol Sparafucile húgának, a szép Maddalénának. A megzavarodott és kétségbeesett Gildának apja megparancsolja, hogy férfiruhában azonnal induljon Veronába. A lány azonban visszatér Sparafucile házába, ahol értesül apja gyilkos tervéről. Maddalena, a ledér fogadósnő, számításból arra kéri bátyját, hogy kímélje meg a herceg életét és ölje meg helyette az első idegent, aki a fogadóba betér. Gilda feláldozza magát, belép a házba férfiruhában és halálos sebet kap. Sparafucile egy zsákot ad át Rigolettónak azt állítva, hogy a herceg holtteste van benne. Ekkor Rigoletto meghallja a távolban a herceg hangját, kinyitja a zsákot és megtalálja benne haldokló leányát. Így teljesedik be Monterone átka.

## Híres áriák, kórusművek
- Questa o quella - Kesztyűária - a mantovai herceg áriája (első felvonás)
- Pari siamo! - Rigoletto áriája (első felvonás)
- Figlia! Mio padre! - Rigoletto és Gilda duettje (első felvonás)
- Gualtier Maldè! … Caro nome - Gilda áriája (első felvonás)
- Ella mi fu rapita! - a mantovai herceg áriája (második felvonás)
- Parmi veder le lagrime - a mantovai herceg áriája (második felvonás)
- Possente amor mi chiama - a mantovai herceg áriája (második felvonás)
- Cortigiani, vil razza dannata - Rigoletto áriája (második felvonás)
- Tutte le feste al tempio - Gilda áriája (második felvonás)
- Sì! Vendetta, tremenda vendetta!- Rigoletto és Gilda duettje (második felvonás)
- La donna è mobile - Az asszony ingatag - a mantovai herceg áriája (harmadik felvonás)
- Un dì, se ben rammentomi … Bella figlia dell'amore - a herceg, Rigoletto, Gilda és Maddalena négyese (harmadik felvonás)
- V'ho ingannato - Rigoletto és Gilda duettje (harmadik felvonás)